# 一関市立大東図書館
一関市立大東図書館（いちのせきしりつだいとうとしょかん）は、岩手県一関市大東町にある公共図書館。通称は大図書（だいとしょ）。

## 概要
1981年（昭和56年）7月、当時の東磐井郡大東町に前身となる大東町立図書館が開館した。その後、2005年（平成17年）の市町村合併で一関市立図書館に業務が引き継がれ、現在の一関市立大東図書館に至る。
建物は鉄筋コンクリート造の2階地下1階建てで、2010年（平成22年）の2月に増改築工事がされている。

## 施設
2024年現在の蔵書数は159,293冊で、開架には約4割にあたる71,839冊を置いている。蔵書数は市内2番目に多く、県内でも大船渡市立図書館（15.5万冊）や洋野町立図書館（16万冊）などと同程度にあり、分館的位置にありながら、これら本館機能を有する図書館と同等規模にある（2020年時点）。視聴覚資料は2,645点あり、雑誌は37タイトルを揃えている。

### フロア概要
建物には地下があるが、一般利用者の立ち入りはできない。1階と2階に関しては以下を参照。
| 1階 | 玄関ホール、カウンター、一般コーナー、ブラウジングコーナー、青少年コーナー、児童コーナー、インターネットコーナー、おはなしのへや |
| 2階 | 特設文庫コーナー、資料室、学習室、展示ホール、集会室                                                                             |

1階
- 玄関ホール

新着図書のコーナーやOPAC参照端末が設置してあり、市内8館の資料が検索可能。また、インターネットの閲覧やDVD及びCDの視聴もできる。様々な展示は主にここで行っている。
- 一般コーナー

日常生活に役立つ本や小説のほか、郷土資料や大活字本なども置いている。
- ブラウジングコーナー

新聞（8紙）や雑誌のほか、県内・東北地方の電話帳や大東地域に関する広報誌や雑誌などもある。
- 青少年コーナー

中高生向けの本を置いている。
- 児童コーナー

赤ちゃんから小学生向けの本や大型絵本、および紙芝居がある。
- おはなしのへや

月2回の「おはなしタイム」や、0歳から2歳児向け「だっこでおはなしタイム」を行っている。
2階
- 特設文庫コーナー

大東地域をはじめとした、市内外の歴史資料が置いている。
- 資料室

鈴木文庫、紀元文庫、菅原冨也文庫、県内外の発掘調査資料などを置いている。普段は閉架しているが、希望者がいた場合には開架される。
- 学習室

資料の閲覧や学習に供するコーナーで、利用する際はカウンターでの申込みが必要。
- 集会室

図書館関係の行事や講座やサークル活動などを行う部屋で、利用する際は事前の申込みが必要。